# A.J. Thelen
Anthony James Thelen (né le 11 mars 1986 à Savage, Minnesota aux États-Unis) est un joueur professionnel américain de hockey sur glace.

## Carrière de joueur
Après une saison 2003-2004 exceptionnelle où il reçut quelques honneurs individuels, il fut le premier choix du Wild du Minnesota lors du repêchage de la Ligue nationale de hockey en 2004. Il connut une deuxième saison plus difficile avec les Spartans de Michigan State avec une récolte de 11 points seulement et ne marquant aucun but.
En 2005-2006, il quitta les rangs universitaires américain pour se joindre aux Raiders de Prince Albert de la Ligue de hockey de l'Ouest au Canada. Au terme de cette saison, il joua une première partie chez les professionnels avec les Aeros de Houston de la Ligue américaine de hockey. Cependant, il retourna dès le début de la saison suivante chez les Raiders. Il fut échangé en cours de saison aux Giants de Vancouver qu'il aida à remporter une première Coupe Memorial.
La saison 2007-2008 marqua officiellement ses débuts à temps plein dans les rangs professionnels. Il joua cette première saison complète avec les Wildcatters du Texas dans l'ECHL. Il se joint par la suite aux Everblades de la Floride. En 2009-2010, il revint jouer dans la LAH, cette fois avec les Americans de Rochester.
En 2011, il prend sa retraite de joueur.

## Statistiques
| Saison    | Équipe                      | Ligue          |    | Saison régulière | Saison régulière | Saison régulière | Saison régulière | Saison régulière |   | Séries éliminatoires | Séries éliminatoires | Séries éliminatoires | Séries éliminatoires | Séries éliminatoires |
| Saison    | Équipe                      | Ligue          | PJ | B                | A                | Pts              | Pun              | PJ               | B | A                    | Pts                  | Pun                  |                      |                      |
| 2000-2001 | Shattuck-St. Mary's School  | High MN        | 62 | 20               | 33               | 53               | -                | -                | - | -                    | -                    | -                    |                      |                      |
| 2001-2002 | Shattuck-St. Mary's School  | High MN        | 40 | 22               | 17               | 39               | -                | -                | - | -                    | -                    | -                    |                      |                      |
| 2002-2003 | U.S. National Under-18 Team | NAHL           | 44 | 2                | 7                | 9                | 72               | -                | - | -                    | -                    | -                    |                      |                      |
| 2003-2004 | Spartans de Michigan State  | NCAA           | 42 | 11               | 18               | 29               | 50               | -                | - | -                    | -                    | -                    |                      |                      |
| 2004-2005 | Spartans de Michigan State  | NCAA           | 33 | 0                | 11               | 11               | 48               | -                | - | -                    | -                    | -                    |                      |                      |
| 2005-2006 | Raiders de Prince Albert    | LHOu           | 72 | 13               | 23               | 36               | 79               | -                | - | -                    | -                    | -                    |                      |                      |
| 2005-2006 | Aeros de Houston            | LAH            | 1  | 0                | 0                | 0                | 2                | -                | - | -                    | -                    | -                    |                      |                      |
| 2006-2007 | Raiders de Prince Albert    | LHOu           | 23 | 4                | 8                | 12               | 53               | -                | - | -                    | -                    | -                    |                      |                      |
| 2006-2007 | Giants de Vancouver         | LHOu           | 30 | 4                | 5                | 9                | 35               | 22               | 1 | 7                    | 8                    | 18                   |                      |                      |
| 2006-2007 | Giants de Vancouver         | Coupe Memorial | -  | -                | -                | -                | -                | 5                | 0 | 1                    | 1                    | 4                    |                      |                      |
| 2007-2008 | Wildcatters du Texas        | ECHL           | 63 | 7                | 28               | 35               | 70               | 4                | 0 | 1                    | 1                    | 2                    |                      |                      |
| 2008-2009 | Everblades de la Floride    | ECHL           | 34 | 3                | 14               | 17               | 27               | 10               | 0 | 1                    | 1                    | 14                   |                      |                      |
| 2009-2010 | Everblades de la Floride    | ECHL           | 48 | 8                | 18               | 26               | 52               | -                | - | -                    | -                    | -                    |                      |                      |
| 2009-2010 | Americans de Rochester      | LAH            | 9  | 0                | 0                | 0                | 6                | -                | - | -                    | -                    | -                    |                      |                      |
| 2010-2011 | Wings de Kalamazoo          | ECHL           | 65 | 6                | 23               | 29               | 32               | 19               | 4 | 8                    | 12                   | 12                   |                      |                      |

## Trophées et honneurs personnels
- Central Collegiate Hockey Association
  - 2004 : nommé meilleur défenseur à caractère offensif
  - 2004 : nommé dans l'équipe d'étoiles des recrues
  - 2004 : nommé dans la première équipe d'étoiles
- Coupe Memorial
  - 2007 : remporte la Coupe Memorial avec les Giants de Vancouver.